# Scharhof (Hirschau)
Scharhof ist eine Einöde und Gemeindeteil der Stadt Hirschau im Landkreis Amberg-Sulzbach in der Oberpfalz in Bayern. Die Gemarkung Scharhof (Gemarkungsteil 0) umfasst auch den kleinen Ortsteil Sargmühle. Der Monte Kaolino liegt zum Teil in der Gemarkung.
Die Gemarkung erstreckt sich auch in die Gemeinde Schnaittenbach (Gemarkungsteil 1) und bildet dort eine von sechs Gemarkungen (Gemarkung Scharhof (Schnaittenbach), mit den Gemeindeteilen Haidhof und Haidmühle.